# Varanus telenesetes
Varanus telenesetes — представник родини варанових. Існує значна таксономічна невизначеність щодо цього виду.

## Опис
В основному чорного кольору на спині, але живіт кремового кольору з коричневими плямами. Язик жовтий. Може досягати 70 см в довжину.

## Спосіб життя
Цей вид вважається деревним.

## Розповсюдження
Цей вид є ендеміком острова Россель, на південному сході Папуа Нової Гвінеї. Острів має площу 262 км². Населяє вологі ліси, але через невизначеність цього виду, його вимоги проживання найкраще розглядати як невідомі.

## Загрози та охорона
Немає конкретних заходів щодо збереження цього виду.